# Submersfermentation
Der Begriff Submersfermentation beschreibt eine Fermentation bzw. einen fermentativen Prozess der innerhalb einer Flüssigkeit bzw. einer Dispersion stattfindet (submers ‚eingetaucht‘), meistens in einem flüssigen Nährmedium. Im Gegensatz zur Submersfermentation erfolgt die Fermentation im Feststoffbioreaktor an festen Phasen auf einem Trägermaterial.

## Prinzip
Da die Submersfermentation auf die meisten modernen biotechnologischen Verfahren zutrifft wird dieser Begriff auch im biotechnologisch-fachsprachlichen Gebrauch eher selten verwendet.
Da die ersten biotechnologischen Verfahren meist Oberflächen- oder Festkörperverfahren (vgl. Essig, Sojasauce) waren, war es notwendig, die später zumeist in Bioreaktoren entwickelten von diesen frühen Verfahren zu unterscheiden. Dies geschah durch den Begriff Submersverfahren. Verdeutlichen lässt sich dies an dem historisch bedeutsamen Beispiel, der Penicillinherstellung. Die allerersten Verfahren kultivierten den Schimmelpilz Penicillium notatum als Kahmhaut an einer Flüssigkeitsoberfläche, während das Penicillin in die darunterliegende Flüssigkeit ausgeschieden wurde. Durch die Entwicklung von Fermentern mit ausreichender Belüftung zur Sauerstoffversorgung wurde es dann möglich Penicillin wesentlich effektiver in einer Submersfermentation herzustellen, bei der das Mycel in der Flüssigkeit verteilt ist. Erst durch diesen Schritt wurde eine Produktion in der Größenordnung der späten 1950er Jahre ermöglicht.

## Anwendungen
Sämtliche modernen in Rührkesseln oder Schlaufenfermentern durchgeführten biotechnologischen Verfahren sind typischerweise Submersfermentationen. Aber auch das Belebtschlammverfahren in der Abwassertechnik oder die meisten  Brauereiverfahren gehören in diese Kategorie genauso wie mikrobielle Wirbelschicht-Verfahren.
Keine Submersverfahren sind zum Beispiel das historisch bedeutsame Fesselverfahren oder Festbettverfahren wie Tropfkörper oder Biofilter (genügt ebenfalls der Definition des Bioreaktors).